# Скандинавиум
«Скандинавиум» — многофункциональная крытая спортивная арена в городе Гётеборг, Швеция.

## Назначение
Скандинавиум являлся более 50 раз местом проведения различных событий и чемпионатов мирового уровня, среди которых: чемпионаты мира по гандболу и хоккею на льду, различные европейские чемпионаты, финалы Кубка Дэвиса, а в 1985 году и финал песенного конкурса Евровидение. Стадион является домашней ареной для хоккейного клуба Фрёлунда шведской хоккейной лиги, и местом проведения ежегодного лошадиного шоу в Гётеборге.

## Проводимые мероприятия
| Событие                                         | Года                   |
| ----------------------------------------------- | ---------------------- |
| Чемпионат Европы по фигурному катанию           | 1972, 1980, 1985       |
| Чемпионат Европы по лёгкой атлетике в помещении | 1974, 1984, 2013       |
| Чемпионат мира по фигурному катанию             | 1976, 2008             |
| Чемпионат мира по хоккею с шайбой               | 1981, 2002             |
| Чемпионат мира по флорболу среди мужчин         | 2014                   |
| Финал Кубка Дэвиса                              | 1984, 1987, 1988, 1997 |
| Евровидение                                     | 1985                   |
| FINA Swimming World Cup                         | 1988, 1989             |
| Чемпионат мира по плаванию на короткой воде     | 1997                   |
| ISU World Synchronized Skating Championships    | 2005, 2012             |
| Чемпионат Европы по гандболу среди женщин       | 2006, 2016             |
| Чемпионат Европы по гандболу среди мужчин       | 2002                   |
| Чемпионат мира по гандболу среди мужчин         | 1993, 2011             |
| Чемпионат мира по настольному теннису 1985      | 1985                   |

С 2002 года арена является ежегодным местом проведения одного из полуфиналов шведского музыкального конкурса Мелодифестивален. В 2010 была высказана идея провести финал конкурса на арене, но позже от этого отказались.
Стадион является местом проведения концертов различных артистов. В зале проводились одни из первых крупных концертов таких групп, как The Who, Led Zeppelin. Группа Iron Maiden в общей сложности дала на стадионе 9 концертов.
Арена была местом проведения конкурса песни Евровидение 1985, а в 2012 году боролась за проведение конкурса 2013 года, но уступила Мальмё Арене.